# Melitta Schmideberg
Melitta Schmideberg (1904-1983), fue una psicoanalista y autora eslovaca, hija de la también psicoanalista y fundadora de la escuela inglesa de psicoanálisis, Melanie Klein.

## Biografía
Aunque nació en Eslovaquia en el año 1904, Melitta creció en Budapest, se formó como psicoanalista en la Universidad de Berlín, y al igual que su madre, desarrolló gran parte de su carrera profesional en Inglaterra. En Berlín conoció a Walter Schmideberg, psicoanalista también, con quien se casó en 1924.
En 1932, junto con su madre, se mudó a Londres y se unió a la British Psychoanalytical Society como miembro asociado. Seguidora de las tesis de Edward Glover, la llevó a tomar partido por éste en las disputas que mantenían su propia madre y Eduard Glover. Más tarde abandonó La Sociedad, de la que su madre era fundadora, para concentrarse en su trabajo sobre delincuencia juvenil. 
Fue la editora fundadora del International Journal of Offender Therapy and Comparative Criminology.
Murió en 1983.

## Publicaciones

### Primeros artículos
En la década de los años 1930, Schmideberg publicó una serie de artículos en el International Journal of Psychoanalysis, en temas que iban desde el niño asocial a inhibiciones intelectuales.

### Estudios durante los Blitz
Durante el Blitz, Schmideberg publicó un número de observaciones sobre las reacciones a los ataques aéreos en Londres, notando aumentos en el localismo, la ingesta de alcohol y (especialmente en mujeres) el deseo sexual.

### Libros
- Children in Need. Allen and Unwin. 1948. Allen y Unwin.
- Short Analytic Therapy. Child Care Pub. 1950.
- Principles of Treating Borderline Cases. 1955.
- Multiple Origins and Functions of Guilt. 1956.
- My Experience of Psychotherapy. American Psychology Association. 1974.
- Schmideberg, Melitta (1971). Probation and allied services: criminology in action - v. 1. (en inglés). International Journal of Offender Therapy.